# 伯威克鎮區 (伊利諾伊州沃倫縣)
伯威克鎮區（英語：Berwick Township）是位於美國伊利諾伊州沃倫縣的一個行政鎮區。

## 地方資料
根據2010年美國人口普查的數據，伯威克鎮區的面積為92.90平方千米，當中陸地面積為92.90平方千米，而水域面積為0.00平方千米。當地共有人口324人，而人口密度為每平方千米3.49人。